# L'ultima estate (film)
L'ultima estate è un film del 2009, diretto da Eleonora Giorgi.

## Trama
Paolo è un diciottenne che vive a Roma con gli amici Nina e Ciccio. Suo padre, Massimo, è in carcere perché accusato ingiustamente dell'omicidio di un carabiniere durante una sparatoria. Paolo insieme ai suoi amici Ciccio e Nina gestisce un'autofficina abusiva. I tre giovani si riforniscono dei pezzi di ricambio facendo dei piccoli furti ai danni di auto e motorini. Una notte, mentre tentano di scassinare una miniauto, trovano al suo interno una ragazza, Ilaria, che si fa liberare promettendo di non denunciarli. Ilaria appartiene al mondo dell'alta borghesia, vive da sola con la madre e da un anno ha perso il padre. Paolo rimane colpito dalla ragazza e in breve i due giovani si innamorano. In estate partono per Lampedusa (dove vive la madre insieme al nuovo compagno e alle sorelle), insieme a Ciccio, Nina e Valentina, un'amica di Ilaria. Anche Valentina e Ciccio si innamorano. Paolo e Ilaria però si incontrano in tribunale, la ragazza infatti è la figlia del carabiniere ucciso.